# الإسلام في هاواي
الإسلام في هاواي هو إحدى الأقليات الدينية في جزر هاواي.

## تاريخ
اكتشفت جزر هاواي رسميا سنة 1778م، لكن المخطوطات والوثائق التي عثر عليها في بعض الجزر تؤكد أن الإسلام هو أول ديانة سماوية وصلت إلى تلك المنطقة في القرن 5 هـ. ومنذ ذلك الوقت، قدم إلى جزر هاواي عدد لا بأس به من المسلمين الأفارقة، ومن تركستان الشرقية، ومن جنوب الفلبين وشبه القارة الهندية.

## ديموغرافيا
يشكل المسلمون حوالي 0.5% من سكان جزر هاواي، بتعداد يبلغ حوالي 6000 مسلم.

## الأوضاع الاقتصادية والدينية
معظم المسلمين في جزر هاواي مؤهلون تأهيلا عاليًا، ويعملون في شتى المجالات الطبية والتعليمية، كما ينتظرون الدعم المادي والمعنوي من باقي الدول الإسلامية، لتتأصل معالم هويتهم العقائدية. كما يحتاج أغلبهم إلى مصاحف مترجمة إلى اللغة الإنجليزية.

## المنشآت الدينية

### المساجد
توجد بعض المساجد المنتشرة في جزر هاواي و ماواي و أواهو، بينما تحتاج جزر كاواي وموا وكاي ولاناي إلى إنشاء مسجد بكل منها على الأقل.

### المدارس
أنشئت بجزيرة هاواي مدرسة إسلامية لتعليم النشء مبادئ الإسلام وتعويده على حفظ وتلاوة القرآن الكريم. كما توجد بنفس الجزيرة مكتبة إسلامية.